# خط عرض 62° شمال
خط عرض 62° شمال هي إحدى دوائر العرض الجغرافية، وهي دوائر وهمية تحيط بالكرة الأرضية، وموازية لخط الاستواء، وتتميز هذه الدائرة بأن الأراضي الواقعة عليها تنتمي للمنطقة القطبية.

## حول العالم
خط عرض 62° شمال يبدأ من خط الزوال الأولي ويتجه شرقا ويمر عبر:
| الإحداثيات                           | البلد أو الإقليم أو البحر | ملاحظات                                                                         |
| ------------------------------------ | ------------------------- | ------------------------------------------------------------------------------- |
| 62°0′N 0°0′E / 62.000°N 0.000°E      | المحيط الأطلسي            | بحر النرويج                                                                     |
| 62°0′N 4°59′E / 62.000°N 4.983°E     | النرويج                   | جزر Vågsøy وBarmøya, و the mainland                                             |
| 62°0′N 12°13′E / 62.000°N 12.217°E   | السويد                    |                                                                                 |
| 62°0′N 17°27′E / 62.000°N 17.450°E   | بحر البلطيق               | خليج بوثنيه                                                                     |
| 62°0′N 21°17′E / 62.000°N 21.283°E   | فنلندا                    |                                                                                 |
| 62°0′N 30°23′E / 62.000°N 30.383°E   | روسيا                     | مرورا عبر بحيرة أونيغا                                                          |
| 62°0′N 163°8′E / 62.000°N 163.133°E  | بحر أوخوتسك               | Penzhin Bay                                                                     |
| 62°0′N 164°6′E / 62.000°N 164.100°E  | روسيا                     |                                                                                 |
| 62°0′N 175°11′E / 62.000°N 175.183°E | بحر بيرنغ                 |                                                                                 |
| 62°0′N 165°46′W / 62.000°N 165.767°W | الولايات المتحدة          | ألاسكا                                                                          |
| 62°0′N 141°0′W / 62.000°N 141.000°W  | كندا                      | يوكون (إقليم) الأقاليم الشمالية الغربية - مرورا عبر the بحيرة جريت سليف نونافوت |
| 62°0′N 93°8′W / 62.000°N 93.133°W    | خليج هدسون                | مرورا بجنوب جزيرة كوتس [لغات أخرى]‏, نونافوت, كندا                               |
| 62°0′N 80°16′W / 62.000°N 80.267°W   | كندا                      | نونافوت - Mansel Island                                                         |
| 62°0′N 79°24′W / 62.000°N 79.400°W   | خليج هدسون                |                                                                                 |
| 62°0′N 78°10′W / 62.000°N 78.167°W   | كندا                      | كيبك - شبه جزيرة أونغافا [لغات أخرى]‏                                            |
| 62°0′N 72°34′W / 62.000°N 72.567°W   | مضيق هدسون                |                                                                                 |
| 62°0′N 72°17′W / 62.000°N 72.283°W   | كندا                      | نونافوت - Smooth Island                                                         |
| 62°0′N 72°15′W / 62.000°N 72.250°W   | مضيق هدسون                |                                                                                 |
| 62°0′N 66°44′W / 62.000°N 66.733°W   | كندا                      | نونافوت - بافن (جزيرة)                                                          |
| 62°0′N 66°6′W / 62.000°N 66.100°W    | مضيق دافيس                | مرورا بشمال Edgell Island، نونافوت, كندا                                        |
| 62°0′N 49°43′W / 62.000°N 49.717°W   | جرينلاند                  |                                                                                 |
| 62°0′N 42°7′W / 62.000°N 42.117°W    | المحيط الأطلسي            |                                                                                 |
| 62°0′N 7°0′W / 62.000°N 7.000°W      | جزر فارو                  | جزر Koltur، ستريموي ونولسوي                                                     |
| 62°0′N 6°38′W / 62.000°N 6.633°W     | المحيط الأطلسي            | بحر النرويج                                                                     |